# 克里斯托弗·斯特雷奇
克里斯托弗·斯特雷奇（英語：Christopher Strachey，1916年11月16日—1975年5月18日）是一名出生於英國英格蘭倫敦汉普斯特德的計算機学者。他是指称语义最早的提出者之一，也是程式語言設計的先驅，發展了程式語言CPL。

## 生平
克里斯托弗·斯特雷奇出身於斯特雷奇家族，其父為奧利佛·斯特雷奇，其母為雷·科斯特洛。
1935年，斯特雷奇進入劍橋大學國王學院就讀，最初主修數學，後來轉向物理學。在大學第三年時，可能因為他的同性戀傾向，使他神經衰弱，無法完成學業。他回家休養之後，雖然曾試圖重返校園，但仍然無法完全恢復。在休學後，進入標準電話與電纜公司（Standard Telephones and Cables，STC），擔任物理學研究員。

## 贡献
1959年6月，斯特雷奇在国际信息处理大会（International Conference on Information Processing）上发表论文《大型高速计算机中的时间共享》（"Time Sharing in Large Fast Computer"）。斯特雷奇在文中提出了虚拟化概念，还论述了什么是虚拟化技术。
1960年，斯特雷奇提出了“一等公民”，意指函数可作为电脑语言中的第一类公民。
1967年把多态定义为两个分支：特设多态和通用多态,成为面向对象编程的基础之一。